# Bünyamin Emik
Bünyamin Emik (ur. 30 maja 1978) – turecki zapaśnik walczący w stylu klasycznym. Brązowy medalista mistrzostw świata w 2006. Piąty na mistrzostwach Europy w 2000. Triumfator igrzysk śródziemnomorskich w 2001. Wojskowy mistrz świata w 1997, a trzeci w 2006. Zajął piąte miejsce na Uniwersjadzie w 2005. Uniwersytecki mistrz świata w 2000 i 2002 roku.
Drugi w Pucharze Świata w 2002 i 2003; trzeci w 2006 i czwarty w 2007 roku.
Wicemistrz świata juniorów w 1997 i 1998, a trzeci w 1996. Mistrz Europy juniorów w 1997, drugi w 1998, a trzeci w 1995 roku.